# Campylocentrum tenue
Campylocentrum tenue är en orkidéart som först beskrevs av John Lindley, och fick sitt nu gällande namn av Robert Allen Rolfe. Campylocentrum tenue ingår i släktet Campylocentrum och familjen orkidéer. Inga underarter finns listade i Catalogue of Life.